# Ісайкін Максим Сергійович
Макси́м Сергі́йович Іса́йкін (пом. 9 липня 2021) — солдат Збройних сил України, учасник російсько-української війни.
У мирний час проживав у місті Біла Церква. Помер 9 липня 2021 року.

## Нагороди
За особисту мужність і героїзм, виявлені у захисті державного суверенітету та територіальної цілісності України, вірність військовій присязі під час російсько-української війни нагороджений
- орденом «За мужність» III ступеня (26.2.2015).